# W. Willard Wirtz
William Willard Wirtz, född 14 mars 1912 i DeKalb, Illinois, död 24 april 2010 i Washington, D.C., var en amerikansk politiker, professor i juridik och advokat.
Wirtz var USA:s arbetsmarknadsminister mellan 1962 och 1969, och tjänstgjorde under både John F. Kennedy och Lyndon B. Johnson. Wirtz var vid sin död USA:s äldste före detta minister, och den siste överlevande ministern från Kennedy-administrationen.